# 2012-es sakkolimpia
A 40. nyílt és 25. női sakkolimpiát 2012. augusztus 28. és szeptember 9. között rendezték meg Törökországban, Isztambulban. A versenyen nyílt és női kategóriában indulhattak a nevező országok csapatai. A verseny helyszíne az Istanbul Expo Center, az isztambuli kiállítási központ volt.
A címvédő a nyílt kategóriában Ukrajna, míg a nőknél Oroszország válogatottja volt. A nyílt versenyt Örményország nyerte, míg a női versenyen Oroszország csapata megvédte bajnoki címét.
A verseny nem sikerült jól a magyaroknak. A nyílt versenyen az Élő-pontszámok átlaga alapján előzetesen a 4. helyre rangsorolt magyar csapat a 9. helyen végzett, míg a női csapat az előzetes erősorrend alapján a 12. helyre volt sorolva, ők a 17. helyen végeztek.

## A verseny résztvevői
A nyílt versenyre 157 csapat 779 versenyzője nevezett, köztük 239 nemzetközi nagymester és 127 nemzetközi mester. A női versenyen 127 csapatban 628 fő vett részt, köztük 16 nemzetközi nagymester és 34 nemzetközi mester, valamint 74 női nemzetközi nagymester és 99 női nemzetközi mester.

## A verseny menete
A nyílt és a női verseny egymástól külön, 11 fordulós svájci rendszerben került megrendezésre. A csapatok mind a nyílt, mind a női versenyen 5 főt nevezhettek, akik közül egy-egy fordulóban négyen játszottak. A csapatot alkotó versenyzők között előzetesen fel kellett állítani az erősorrendet, és azt meg kellett adni a versenybíróknak. A leadott erősorrendnek nem kell megegyeznie a versenyzők Élő-értékszámának sorrendjével. Az egyes fordulókban ennek az erősorrendnek a figyelembe vételével alkotnak párokat az egymással játszó csapatok.
Az egyes játszmákban a játékosoknak fejenként 90 perc állt rendelkezésre 40 lépés megtételére, majd még 30 percet kaptak a játszma teljes befejezéséig úgy, hogy az első lépéstől kezdve lépésenként még 30 másodperc többletidőt kaptak.
A csapatok pontszámának meghatározásához az egyes játékosok által elért eredményeket veszik figyelembe úgy, hogy egy-egy játszmában a győzelemért 1 pont, a döntetlenért fél pont jár. Az így meghatározott eredmény szerinti csapatgyőzelem 2 pontot, a döntetlen 1 pontot, a vereség 0 pontot ér.
Az olimpiai kiírás szerint holtverseny esetén elsődlegesen a deducted (levont) Sonneborn–Berger-számítást vették figyelembe. Ennek egyenlősége esetén a játékosok által elért egyéni eredmények szerinti pontszámot vették alapul.

## A nyílt verseny
Az Élő-pontszámok átlaga alapján ezúttal is az orosz válogatott volt az első helyre sorolva, őket az ukrán és az örmény csapat követte. A végeredmény szerint is ez a három csapat végzett az első három helyen. Meglepetésre az örmény válogatott szerezte meg az olimpiai bajnoki címet, mivel a holtversenyt eldöntő számítás nekik kedvezett Oroszország válogatottjával szemben. A 3. helyen az ukrán válogatott végzett.
Az előzetesen 4. helyre rangsorolt magyar csapat az utolsó forduló előtt még az 5. helyen állt, azonban az utolsó fordulóban az olimpiai bajnoki címet megszerző örmény csapattól elszenvedett vereség miatt csak a 9. helyet szerezte meg.

### A verseny végeredménye
| H. | Ország                    | CsP[3] | dSB[4] | EP[5] | + | = | - |
| -- | ------------------------- | ------ | ------ | ----- | - | - | - |
| 1  | Örményország              | 19     | 397,0  | 29    | 9 | 1 | 1 |
| 2  | Oroszország               | 19     | 388,5  | 28½   | 9 | 1 | 1 |
| 3  | Ukrajna                   | 18     | 363,0  | 29½   | 9 | 0 | 2 |
| 4  | Kína                      | 17     | 390,5  | 29½   | 8 | 1 | 2 |
| 5  | Amerikai Egyesült Államok | 17     | 361,0  | 30    | 7 | 3 | 1 |
| 6  | Hollandia                 | 16     | 329,0  | 29    | 8 | 0 | 3 |
| 7  | Vietnám                   | 16     | 313,5  | 29    | 6 | 4 | 1 |
| 8  | Románia                   | 16     | 310,0  | 29    | 8 | 0 | 3 |
| 9  | Magyarország              | 15     | 368,0  | 28    | 7 | 1 | 3 |
| 10 | Azerbajdzsán              | 15     | 344,0  | 29    | 6 | 3 | 2 |

### Egyéni érmesek
Egyénileg táblánként a három legjobb teljesítményértéket elért játékos kapott érmet.

#### Első tábla
|           | Versenyző          | Ország        | Telj.érték |
| --------- | ------------------ | ------------- | ---------- |
| Aranyérem | Levon Aronján      | Örményország  | 2849       |
| Ezüstérem | Radoslaw Wojtaszek | Lengyelország | 2844       |
| Bronzérem | Tejmur Radzsabov   | Azerbajdzsán  | 2813       |

#### Második tábla
|           | Versenyző      | Ország                    | Telj.érték |
| --------- | -------------- | ------------------------- | ---------- |
| Aranyérem | David Navara   | Csehország                | 2869       |
| Ezüstérem | Anton Filippov | Üzbegisztán               | 2820       |
| Bronzérem | Gata Kamsky    | Amerikai Egyesült Államok | 2796       |

#### Harmadik tábla
|           | Versenyző           | Ország       | Telj.érték |
| --------- | ------------------- | ------------ | ---------- |
| Aranyérem | Sahrijar Mamedjarov | Azerbajdzsán | 2880       |
| Ezüstérem | Vladimir Hakobján   | Örményország | 2803       |
| Bronzérem | Szergej Karjakin    | Oroszország  | 2784       |

#### Negyedik tábla
|           | Versenyző          | Ország        | Telj.érték |
| --------- | ------------------ | ------------- | ---------- |
| Aranyérem | Vladislav Tkachiev | Franciaország | 2750       |
| Ezüstérem | Abhijeet Gupta     | India         | 2746       |
| Bronzérem | Daniel Fridman     | Németország   | 2722       |

#### Ötödik játékos (tartalék)
|           | Versenyző           | Ország        | Telj.érték |
| --------- | ------------------- | ------------- | ---------- |
| Aranyérem | Dmitrij Jakovenko   | Oroszország   | 2783       |
| Ezüstérem | Bartlomiej Macieja  | Lengyelország | 2712       |
| Bronzérem | Konstantine Shanava | Grúzia        | 2679       |

### A magyar eredmények
| Forduló                            | Ellenfél                           | Lékó Péter 2737         | Lékó Péter 2737 | Almási Zoltán 2713       | Almási Zoltán 2713 | Polgár Judit 2698      | Polgár Judit 2698 | Berkes Ferenc 2685       | Berkes Ferenc 2685 | Balogh Csaba 2668 | Balogh Csaba 2668 | Pont |
| ---------------------------------- | ---------------------------------- | ----------------------- | --------------- | ------------------------ | ------------------ | ---------------------- | ----------------- | ------------------------ | ------------------ | ----------------- | ----------------- | ---- |
| 1                                  | Kirgizisztán                       |                         |                 | Shukuraliev 2360         | ½                  | Maznitsin 2283         | 1                 | Abdyzhapar 2365          | ½                  | Takyrbashev 2195  | 1                 | 3    |
| 2                                  | Észak-Macedónia                    | Georgiev V. 2566        | 1               |                          |                    | Nedev 2494             | ½                 | Pancevski 2461           | ½                  | Kizov 2418        | ½                 | 2½   |
| 3                                  | Svájc                              | Pelletier 2595          | ½               | Gallagher 2513           | ½                  | Kurmann 2469           | 1                 | Forster 2459             | 1                  |                   |                   | 3    |
| 4                                  | Szlovákia                          | Ftáčnik 2532            | ½               | Petrik 2529              | 1                  | Michalik 2508          | ½                 | Pacher 2442              | 1                  |                   |                   | 3    |
| 5                                  | Oroszország                        | Vlagyimir Kramnyik 2797 | ½               | Alekszandr Griscsuk 2763 | 0                  | Szergej Karjakin 2785  | ½                 |                          |                    | Tomashevsky 2730  | ½                 | 1½   |
| 6                                  | Lengyelország                      | Wojtaszek 2717          | ½               | Bartel 2654              | 1                  | Świercz 2594           | 1                 | Macieja 2594             | ½                  |                   |                   | 3    |
| 7                                  | Fülöp-szigetek                     | Wesley So 2652          | ½               | Barbosa 2554             | 1                  |                        |                   | Torre 2469               | 0                  | Paragua 2508      | ½                 | 2    |
| 8                                  | Németország                        | Naiditsch 2712          | 0               | Khenkin 2656             | ½                  | Fridman 2653           | ½                 |                          |                    | Gustafsson 2610   | ½                 | 1½   |
| 9                                  | Olaszország                        | Fabiano Caruana 2773    | ½               | Brunello 2586            | ½                  | Vocaturo 2542          | 1                 | Dvimyy 2520              | 1                  |                   |                   | 3    |
| 10                                 | Dánia                              | Hansen 2577             | 1               | Aagaard 2517             | 1                  | Rasmussen 2496         | 1                 | Glud 2498                | 1                  |                   |                   | 4    |
| 11                                 | Örményország                       | Levon Aronján 2816      | ½               | Szergej Movszeszjan 2698 | 0                  | Vladimir Hakobján 2687 | ½                 | Gabriel Szargiszjan 2693 | ½                  |                   |                   | 1½   |
| Szerzett pontszám (Játszmák száma) | Szerzett pontszám (Játszmák száma) | 5½ (10)                 | 5½ (10)         | 6 (10)                   | 6 (10)             | 7½ (10)                | 7½ (10)           | 6 (9)                    | 6 (9)              | 3 (5)             | 3 (5)             |      |
| Teljesítményérték                  | Teljesítményérték                  | 2710                    | 2710            | 2655                     | 2655               | 2744                   | 2744              | 2625                     | 2625               | 2564              | 2564              |      |

## Női verseny
A női versenyben az átlagos Élő-pontszámot tekintve Kínát sorolták az első helyre, Oroszország és Grúzia előtt. A kínaiaknál az első táblán a világbajnok Hou Ji-fan játszott, míg az orosz válogatottban az exvilágbajnok Alekszandra Kosztyenyuk csak a negyedik legmagasabb Élő-pontszámmal rendelkezett, ugyanúgy, ahogyan az év végi világbajnoki döntőre készülő és azon a világbajnoki címet elhódító ukrán Anna Usenyina.
A kínai és az orosz válogatott között végig szoros verseny folyt. Oroszország az utolsó fordulóban az élcsoportban levő Kazahsztán ellen elért nagyarányú győzelmének köszönhetően védte meg olimpiai bajnoki címét. A harmadik helyet Ukrajna szerezte meg. A magyar női csapat az előzetes erősorrend alapján a 12. helyre volt sorolva, végeredményben holtversenyben a 15–25. helyen végezve a 17. helyet szerezte meg.

### A női verseny végeredménye
Az első 10 helyezett:
| H. | Ország                    | CsP[3] | dSB[4] | EP[5] | + | = | - |
| -- | ------------------------- | ------ | ------ | ----- | - | - | - |
| 1  | Oroszország               | 19     | 450,0  | 33    | 8 | 3 | 0 |
| 2  | Kína                      | 19     | 416,0  | 31½   | 8 | 3 | 0 |
| 3  | Ukrajna                   | 18     | 408,5  | 30½   | 7 | 4 | 0 |
| 4  | India                     | 17     | 336,0  | 28    | 8 | 1 | 2 |
| 5  | Románia                   | 16     | 313,5  | 28½   | 8 | 0 | 3 |
| 6  | Örményország              | 16     | 313,0  | 26½   | 8 | 0 | 3 |
| 7  | Franciaország             | 15     | 347,5  | 29    | 7 | 1 | 3 |
| 8  | Grúzia                    | 15     | 344,0  | 28½   | 6 | 3 | 2 |
| 9  | Irán                      | 15     | 339,0  | 31    | 7 | 1 | 3 |
| 10 | Amerikai Egyesült Államok | 15     | 326,0  | 29½   | 6 | 3 | 2 |
|    | …                         |        |        |       |   |   |   |
| 17 | Magyarország              | 14     | 303,0  | 27½   | 6 | 2 | 3 |

### Egyéni érmesek
Egyénileg táblánként a három legjobb teljesítményértéket elért játékos kapott érmet. Az egyéni aranyérmeken a kínai és az orosz csapat osztozott: az előbbi három, az utóbbi két első helyet szerzett.

#### Első tábla
|           | Versenyző       | Ország  | Telj.érték |
| --------- | --------------- | ------- | ---------- |
| Aranyérem | Hou Ji-fan      | Kína    | 2645       |
| Ezüstérem | Nana Dzagnidze  | Grúzia  | 2625       |
| Bronzérem | Katyerina Lahno | Ukrajna | 2608       |

#### Második tábla
|           | Versenyző          | Ország      | Telj.érték |
| --------- | ------------------ | ----------- | ---------- |
| Aranyérem | Csao Hszüe         | Kína        | 2574       |
| Ezüstérem | Marija Muzicsuk    | Ukrajna     | 2526       |
| Bronzérem | Betül Cemre Yildiz | Törökország | 2502       |

#### Harmadik tábla
|           | Versenyző            | Ország        | Telj.érték |
| --------- | -------------------- | ------------- | ---------- |
| Aranyérem | Nagyezsda Koszinceva | Oroszország   | 2567       |
| Ezüstérem | Jolanta Zawadska     | Lengyelország | 2538       |
| Bronzérem | Tania Sachdev        | India         | 2522       |

#### Negyedik játékos
|           | Versenyző               | Ország        | Telj.érték |
| --------- | ----------------------- | ------------- | ---------- |
| Aranyérem | Huang Qian              | Kína          | 2547       |
| Ezüstérem | Silvia Collas           | Franciaország | 2469       |
| Bronzérem | Alekszandra Kosztyenyuk | Oroszország   | 2468       |

#### Ötödik játékos (tartalék)
|           | Versenyző                | Ország      | Telj.érték |
| --------- | ------------------------ | ----------- | ---------- |
| Aranyérem | Natalja Pogonyina        | Oroszország | 2380       |
| Ezüstérem | Melissa Castrillón Gómez | Kolumbia    | 2379       |
| Bronzérem | Madina Davletbaeva       | Kazahsztán  | 2357       |

### A magyar eredmények
| Forduló                            | Ellenfél                           | Hoang Thanh Trang 2464   | Hoang Thanh Trang 2464 | Gara Tícia 2385          | Gara Tícia 2385 | Rudolf Anna 2289       | Rudolf Anna 2289 | Gara Anita 2306      | Gara Anita 2306 | Papp Petra 2302            | Papp Petra 2302 | Pont |
| ---------------------------------- | ---------------------------------- | ------------------------ | ---------------------- | ------------------------ | --------------- | ---------------------- | ---------------- | -------------------- | --------------- | -------------------------- | --------------- | ---- |
| 1                                  | Szíria                             |                          |                        | Mir Mahmoud 1970         | ½               | Al-Jelda -             | 1                | Al-Gildah 1881       | 1               | Estif 1942                 | 1               | 3½   |
| 2                                  | Vietnám                            | Phạm Lê Thảo Nguyên 2393 | 1                      | Nguyễn Thị Mai Hưng 2212 | 1               | Lê Kiều Thiên Kim 2226 | 1                | Hoàng Thị Như Ý 2228 | ½               |                            |                 | 3½   |
| 3                                  | Lengyelország                      | Soćko 2467               | 0                      | Rajlich 2412             | ½               | Zawadzka 2377          | 0                |                      |                 | Szczepkowska-Horowska 2375 | ½               | 1    |
| 4                                  | Izland                             | Ptacnikova 2281          | 1                      | Porsteinsdóttir 1957     | 1               |                        |                  | Jóhanssdóttir 1886   | ½               | Finnbogadóttir 1832        | 1               | 3½   |
| 5                                  | Moldova                            | Baciu 2186               | ½                      | Smochină 2156            | 1               | Pârţac 2102            | 1                |                      |                 | Hîncu 1931                 | 1               | 3½   |
| 6                                  | Spanyolország                      | Matnadze 2422            | 1                      | Alexandrova 2417         | ½               |                        |                  | Calzetta Ruiz 2276   | 0               | Hernández Estévez 2252     | ½               | 2    |
| 7                                  | Montenegró                         | Vojinović 2337           | ½                      | Milović 2181             | ½               | Blagojević 2004        | ½                |                      |                 | Bačić 1801                 | 1               | 2½   |
| 8                                  | Üzbegisztán                        | Muminova 2329            | ½                      |                          |                 | Gevorgian 2178         | 0                | Nodiryanova 2185     | ½               | Kurbonboeva 2143           | ½               | 1½   |
| 9                                  | Szlovénia                          | Muzičuk 2606             | ½                      | Rožič 2260               | ½               |                        |                  | Krivec 2240          | 1               | Srebrnič 2211              | 0               | 2    |
| 10                                 | Bulgária                           | Stefanova 2502           | ½                      | Videnova 2317            | 0               | Nikolova 2299          | ½                | Raeva 2313           | 0               |                            |                 | 1    |
| 11                                 | Litvánia                           | Viktorija Čmilytė 2520   | ½                      | Daulyté 2216             | 1               | Žiogaitė 2052          | 1                |                      |                 | Paulauskaité 2053          | 1               | 3½   |
| Szerzett pontszám (Játszmák száma) | Szerzett pontszám (Játszmák száma) | 6 (10)                   | 6 (10)                 | 6½ (10)                  | 6½ (10)         | 5 (8)                  | 5 (8)            | 3½ (7)               | 3½ (7)          | 6½ (9)                     | 6½ (9)          |      |
| Teljesítményérték                  | Teljesítményérték                  | 2476                     | 2476                   | 2320                     | 2320            | 2125                   | 2125             | 2144                 | 2144            | 2226                       | 2226            |      |

## A Nona Gaprindasvili trófea
A Nona Gaprindasvili trófeát az az ország kapja, amelynek csapatai a nyílt és a női versenyen összesen a legtöbb csapatpontot szerezték. Holtverseny esetén a deducted (levont) Sonneborn–Berger-számítás szerinti pontszámuk összegét vették figyelembe.
| Hely. | Nemzet                    | Csapatpontszám nyílt | Csapatpontszám női | Összesen | Össz. dSB |
| ----- | ------------------------- | -------------------- | ------------------ | -------- | --------- |
|       | Oroszország               | 19                   | 19                 | 38       | 838,5     |
|       | Kína                      | 17                   | 19                 | 36       | 806,5     |
|       | Ukrajna                   | 18                   | 18                 | 36       | 771,5     |
| 4     | Örményország              | 19                   | 16                 | 35       | 710,0     |
| 5     | Amerikai Egyesült Államok | 17                   | 15                 | 32       | 687,0     |
| 6     | Románia                   | 16                   | 16                 | 32       | 623,5     |